# Jacob Barnett
Jacob Barnett (Indianapolis, Indiana, 26 mei 1998) is een Amerikaans wonderkind.

## Levensloop
Op 2-jarige leeftijd werd bij Barnett autisme vastgesteld. Hij kreeg van zijn ouders therapie en huisonderricht. Zijn moeder beweert dat hij een IQ van 170 heeft en lid is geworden van Intertel en Mensa. Ze heeft aan zijn opvoeding een boek gewijd.
Op 12-jarige leeftijd had hij zijn middelbare school afgerond, en ging hij studeren aan de Universiteit van Indiana. Op 15-jarige leeftijd werd hij student bij de "Perimeter Scholars International" (PSI), een masterprogramma van het Perimeter Institute for Theoretical Physics binnen de Universiteit van Waterloo in Waterloo, Ontario.

## Theorieën
Hij richt zich vooral op de wiskunde en natuurkunde (astrofysica). Hij uit bedenkingen bij de oerknaltheorie, die volgens hem onvoldoende verklaring biedt voor de hoeveelheid koolstof in het heelal.
Hij bestudeert ook de relativiteitstheorie van Albert Einstein en verklaarde al in 2011 dat hij werkte aan een herziening, zo niet een aanvulling van deze theorie.

## Media en Literatuur
- Kristine Barnett, The Spark. A Mother's Story of Nurturing Genius, Random House Canada, 2013.

### Televisie
- The Curious Case of Natalia Grace - Als zichzelf, een achtdelige docuserie over Natalia en de familie.[5][6]